# Route départementale 102 (Hautes-Pyrénées)
La route départementale 102, ou RD 102, est une route départementale des Hautes-Pyrénées reliant Ayzac-Ost à Saint-Savin.

## Descriptif

### Longueur
L'itinéraire présente une longueur de 9,2 km.

### Nombre de voies
La RD 102 est sur la totalité de son tracé bidirectionnelle à deux voies.

### Tracé
La RD 102 traverse le département d'est en ouest à partir d’Ayzac-Ost jusqu’à Gez puid du nord au sud entre Lau-Balagnas et Saint-Savin. 
Elle coupe les routes départementales D 918 et D 921 au niveau d’Argelès-Gazost.
Elle est entièrement dans le Pays des Vallées des Gaves en Estrèm de Salles.

## Communes traversées
- Ayzac-Ost
- Ouzous
- Salles
- Sère-en-Lavedan
- Gez
- Argelès-Gazost
- Lau-Balagnas
- Saint-Savin

## Gestion, entretien et exploitation

### Organisation territoriale
En 2023, les services routiers départementaux sont organisés en cinq agences techniques départementales et 25 centres d'exploitation qui ont pour responsabilité l’entretien et l'exploitation des routes départementales de leur territoire. 
La RD 102 dépend de l'agence des Pays des Vallées des Gaves et du centre d'exploitation de Argelès-Gazost.

### Exploitation
En saison hivernale, le département publie une carte des conditions de circulation (C1 circulation normale, C2 délicate, C3 difficile, C4 impossible).

## Galerie

Sélection de vues des villages traversés.
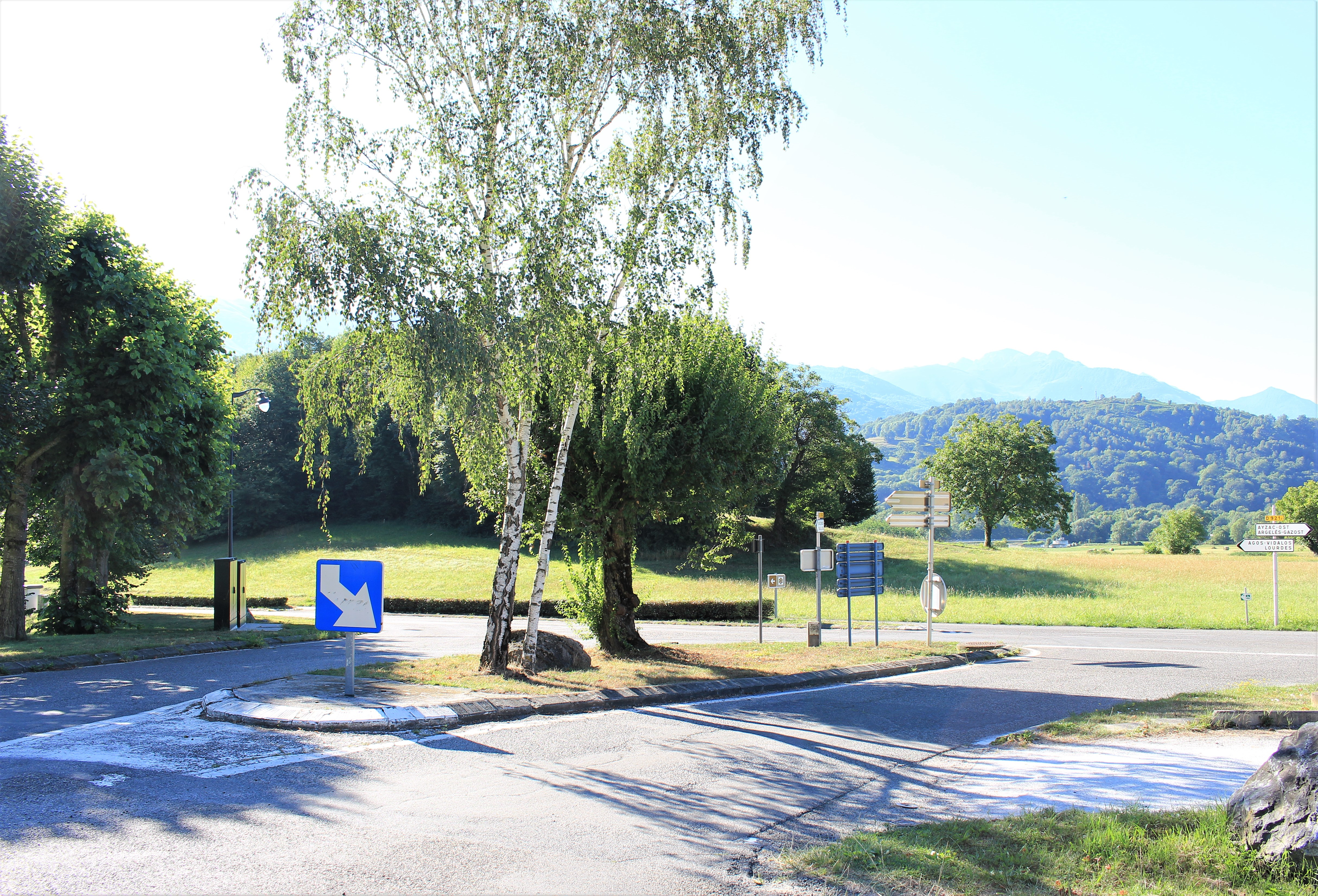
Départ de la route
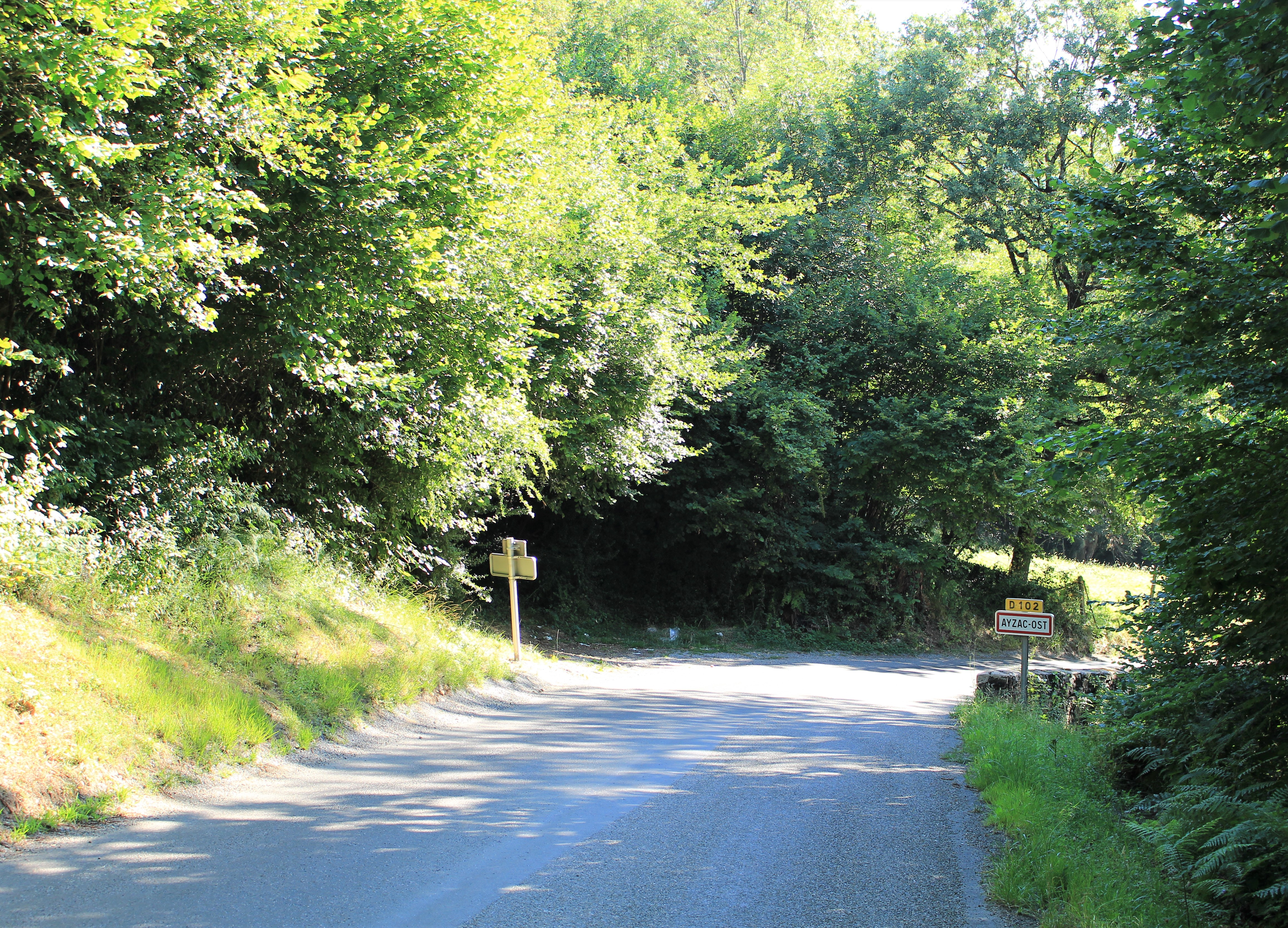
Entrée Ouest d'Ayzac-Ost
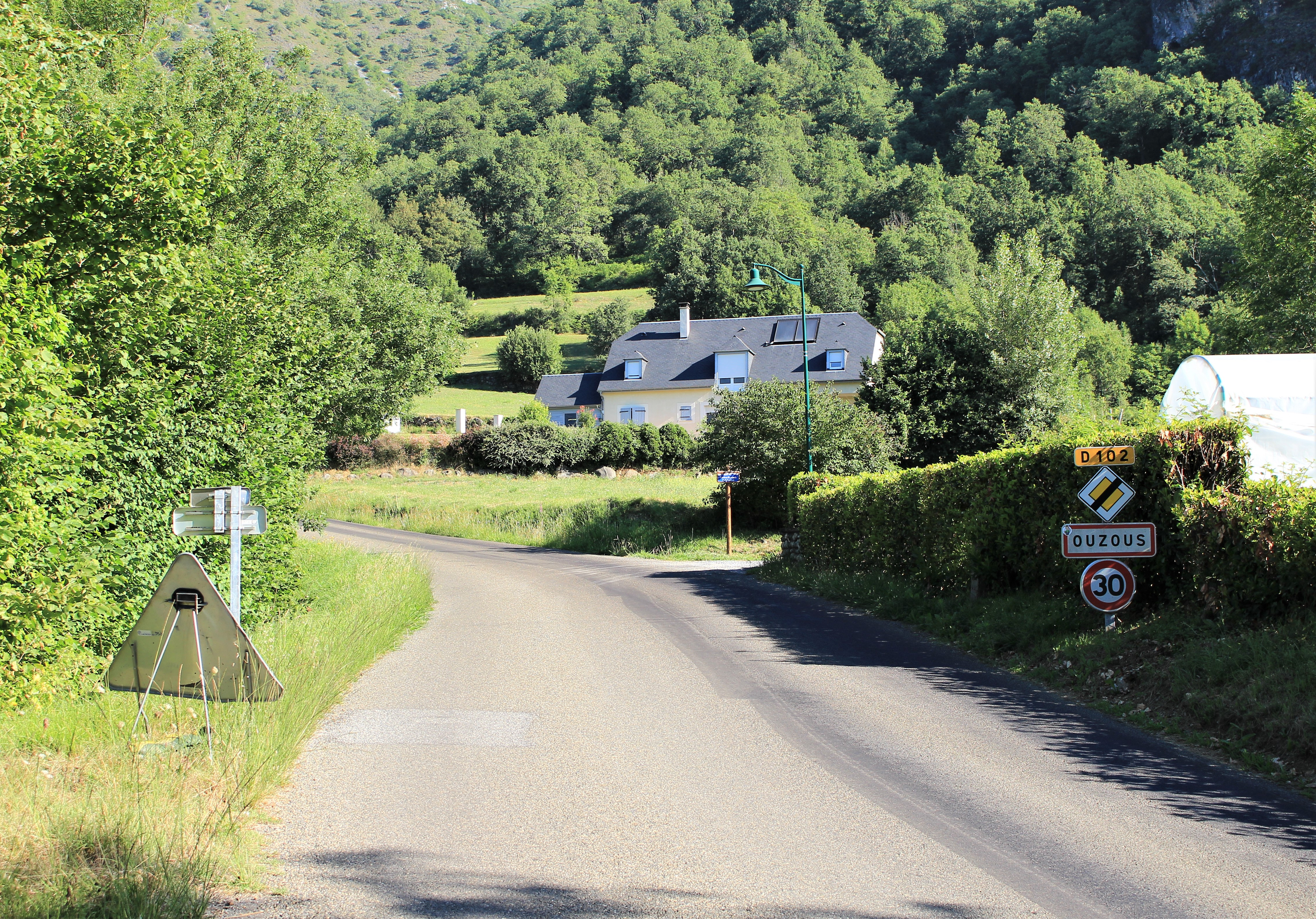
Entrée Est d'Ouzous
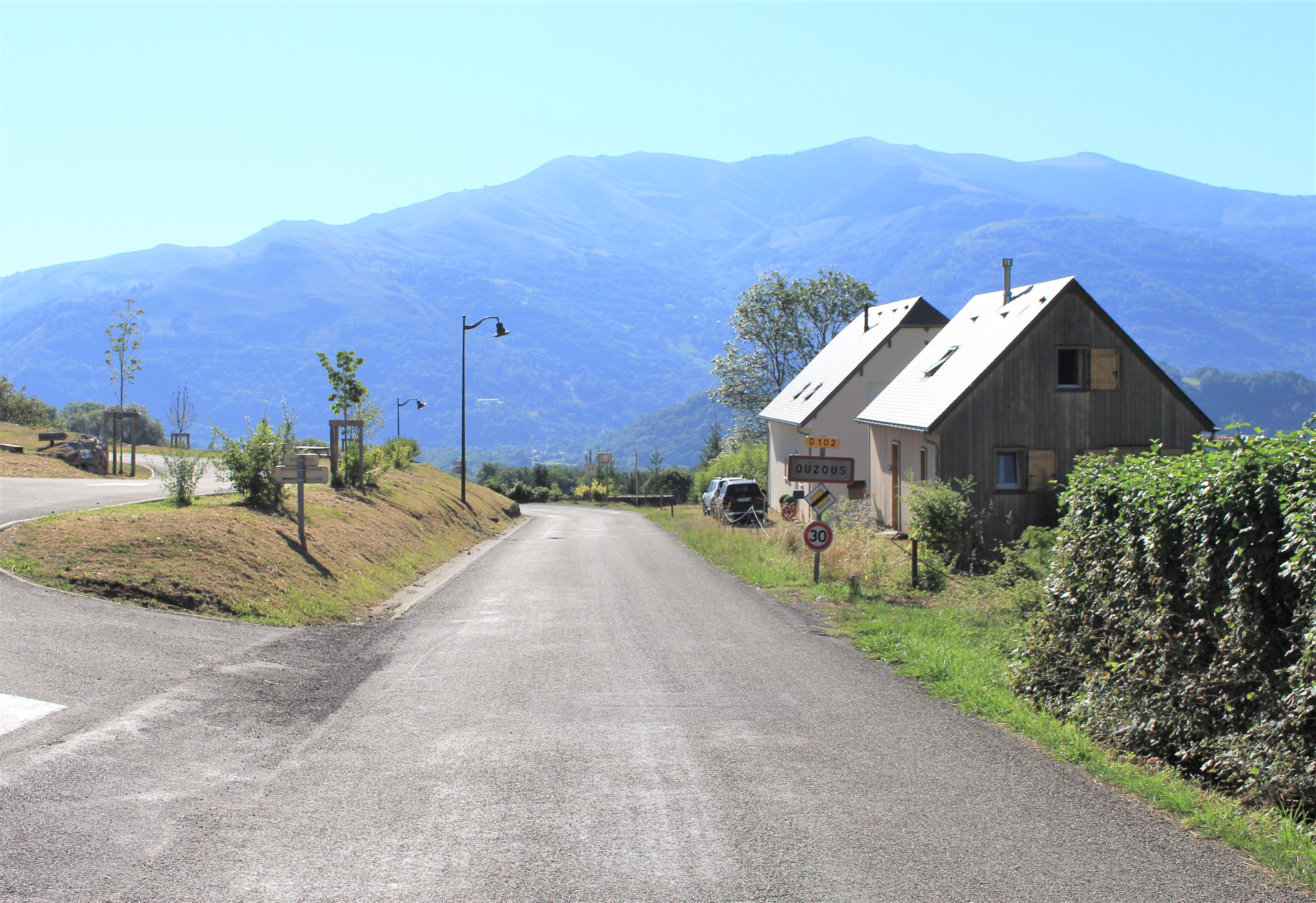
Entrée Ouest d'Ouzous
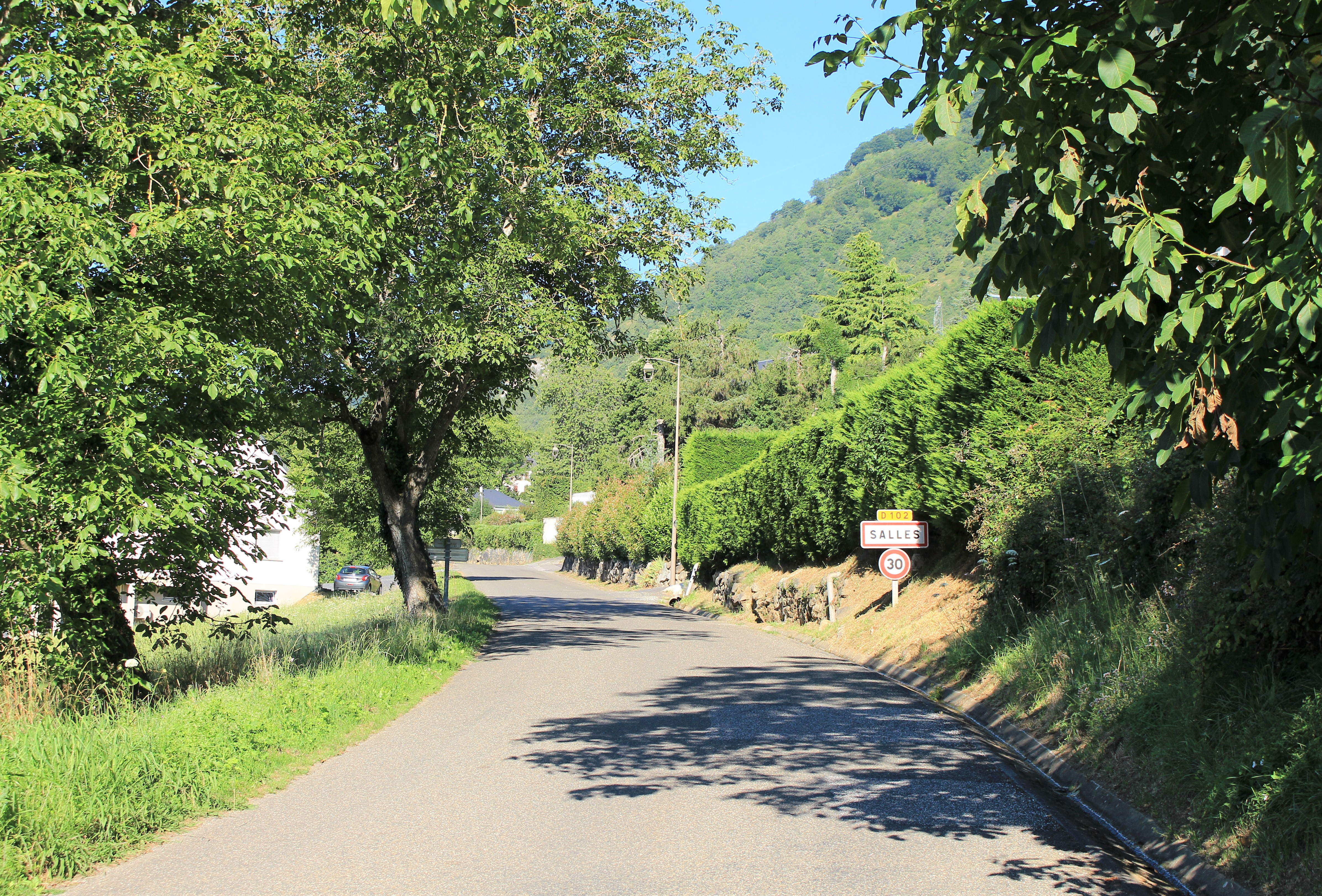
Entrée Est de Salles
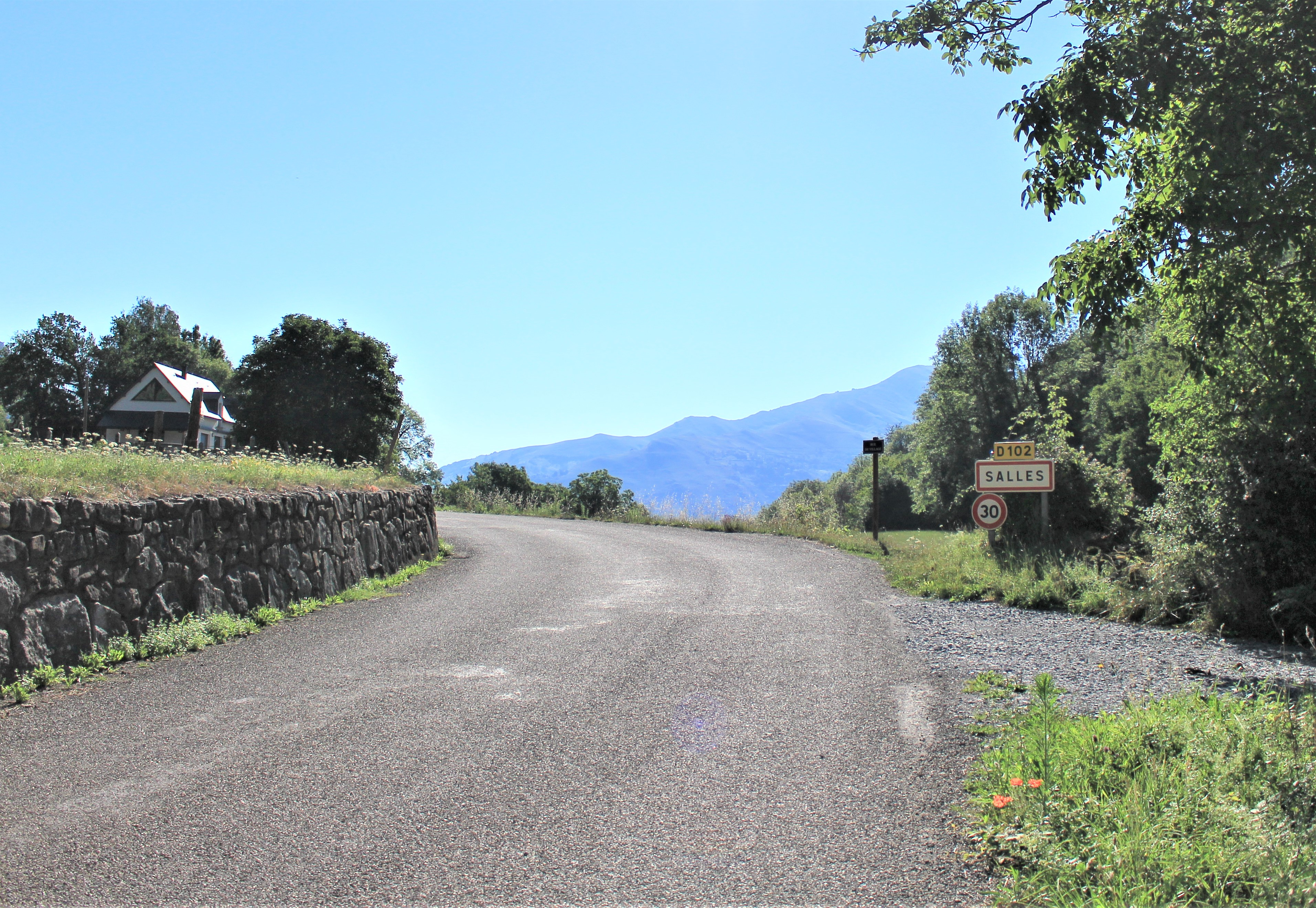
Entrée Ouest de Salles
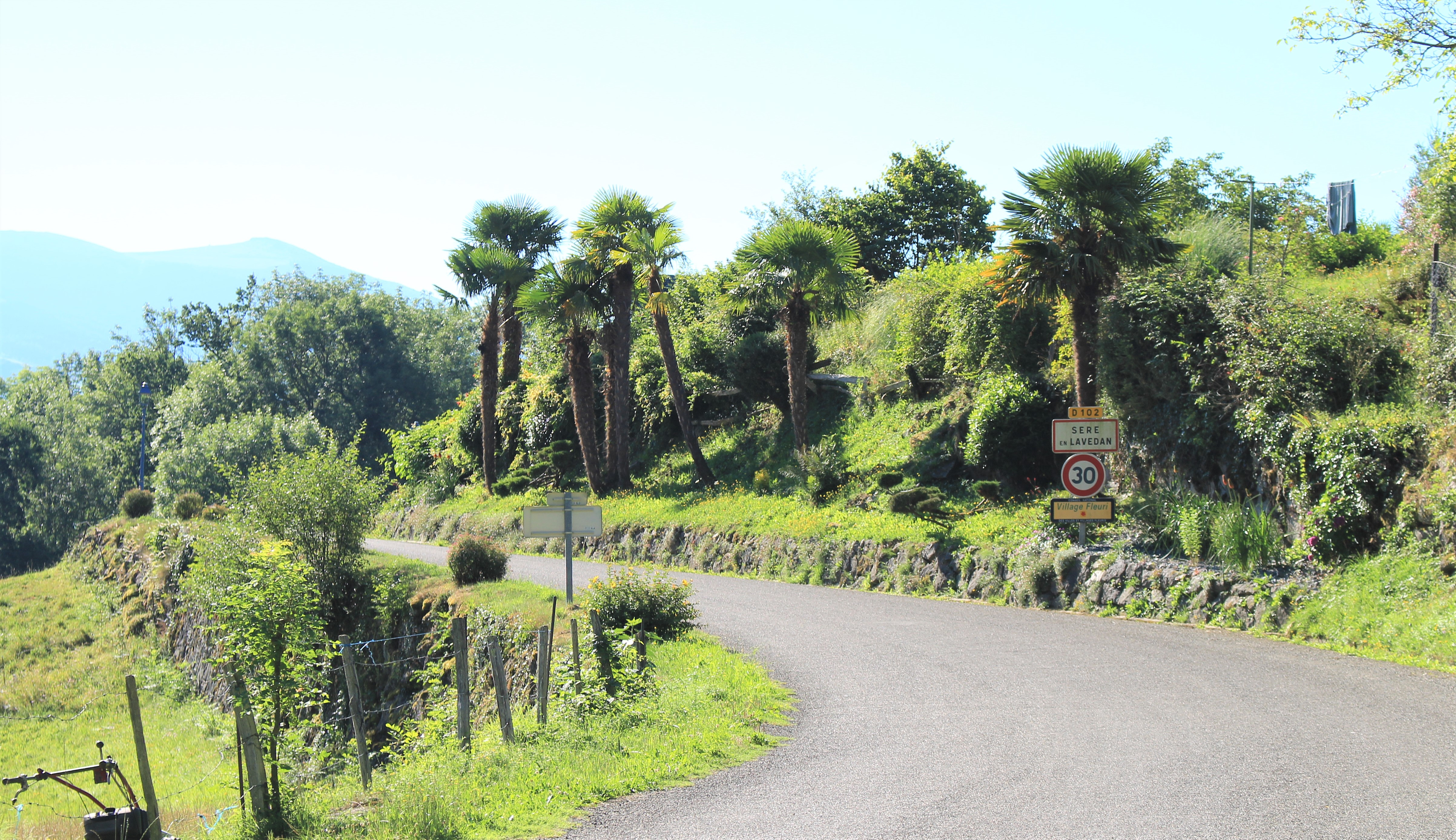
Entrée Nord de Sère-en-Lavedan
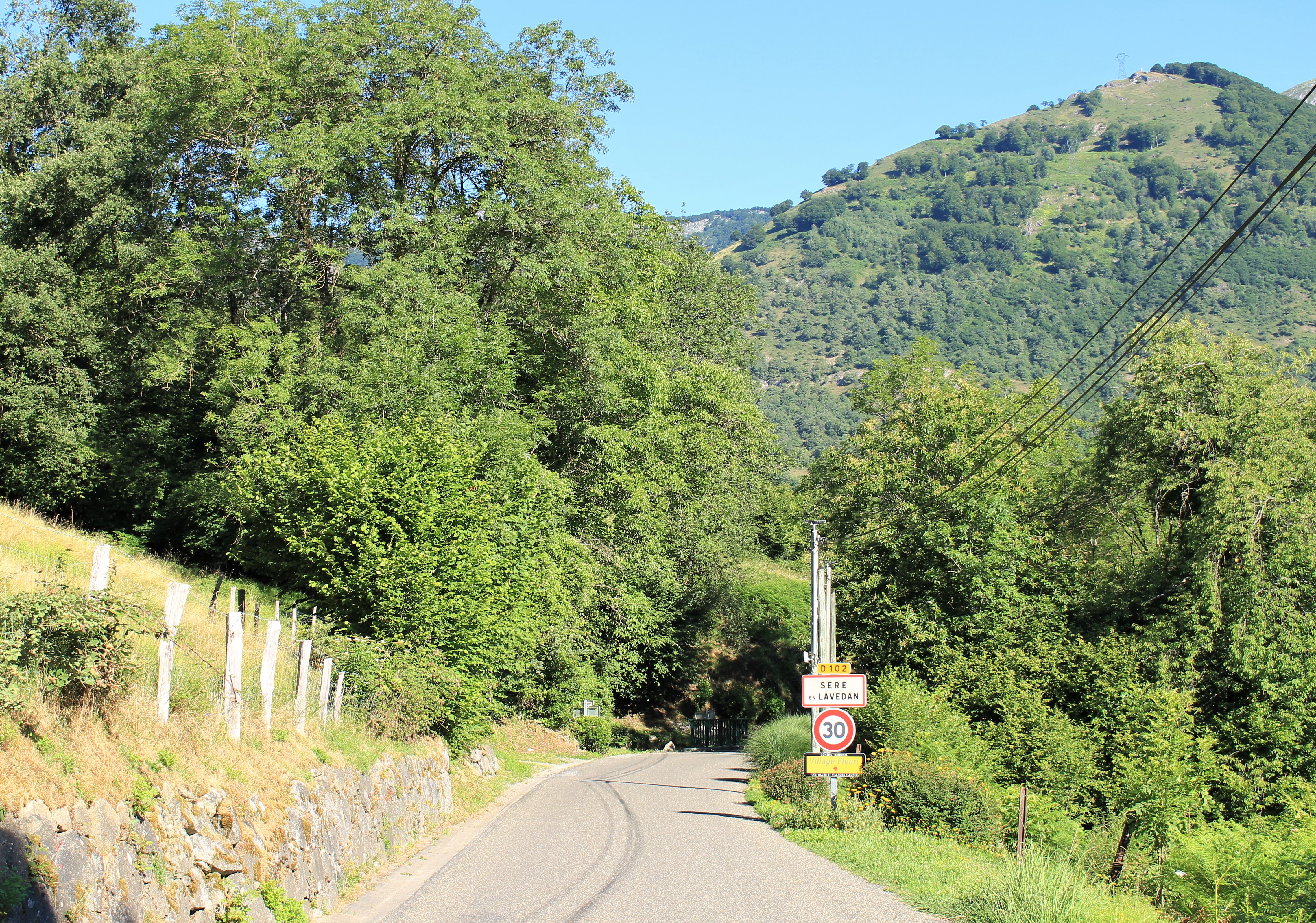
Entrée Sud de Sère-en-Lavedan
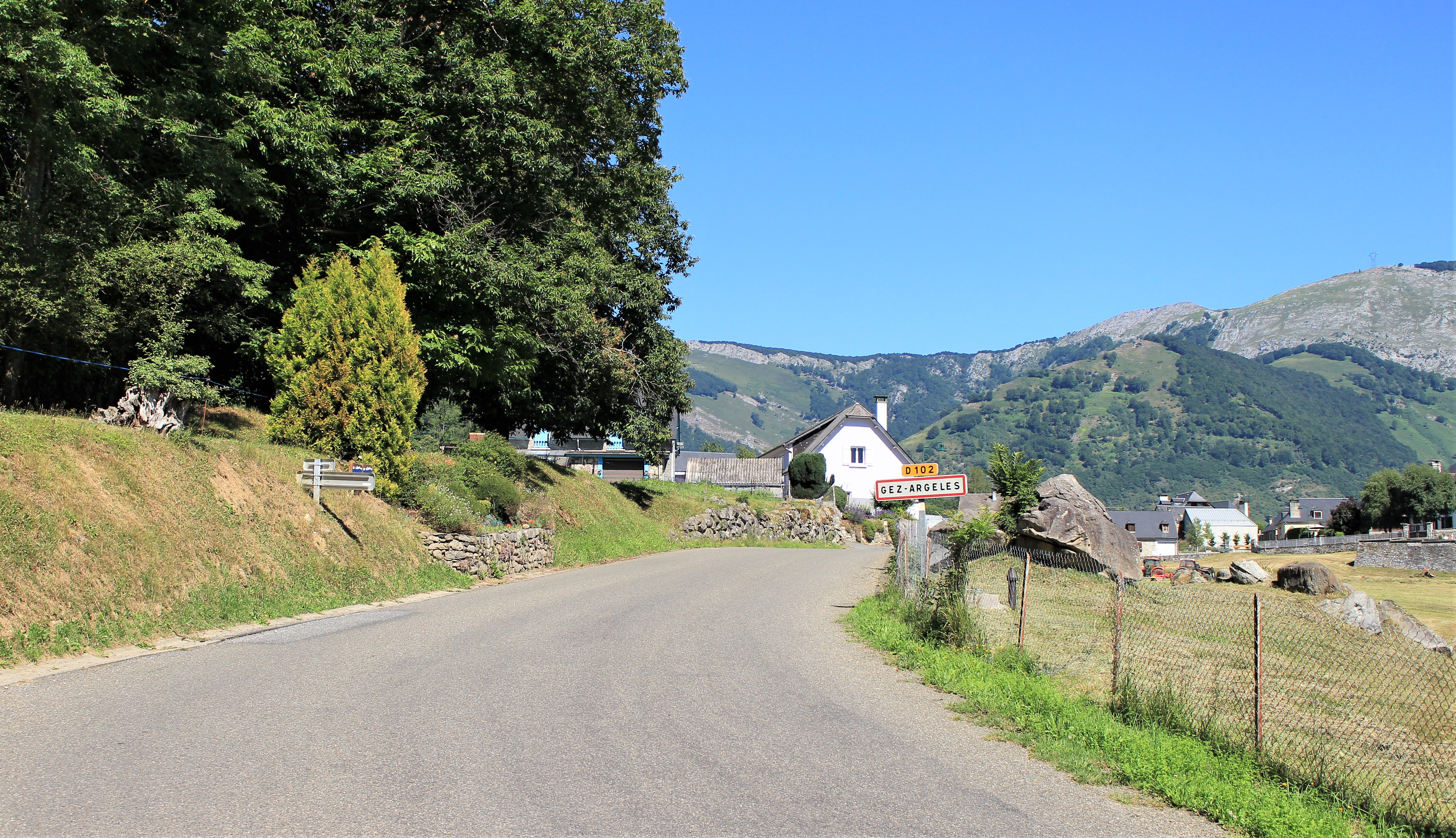
Entrée Sud de Gez
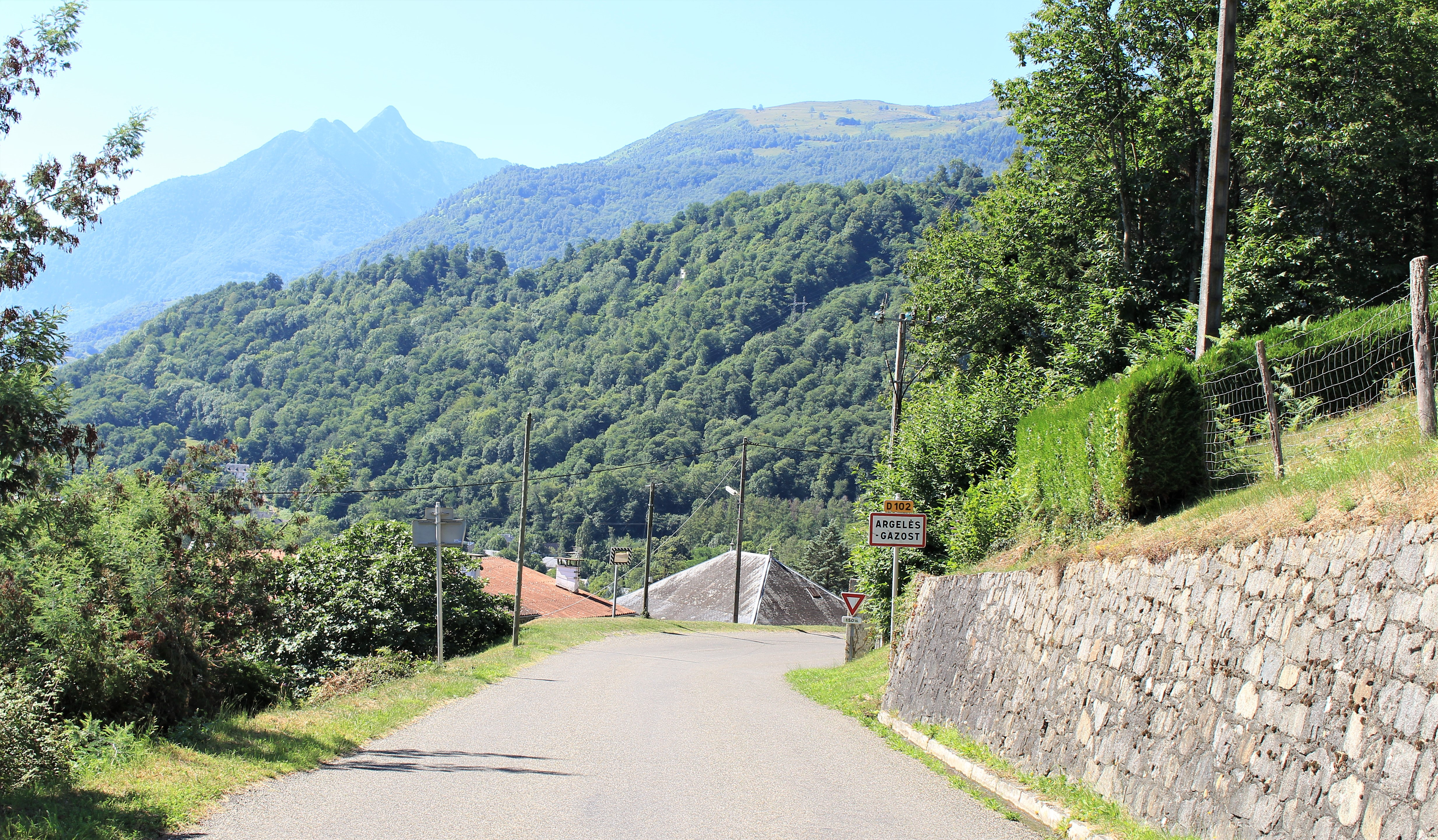
Entrée Nord d'Argelès-Gazost